# Edward Dawson
Pour les articles homonymes, voir Dawson.
Edward Dawson, né le 10 octobre 1907, à Windsor (Canada) et mort le 24 octobre 1968, est un joueur canadien de basket-ball.

## Palmarès
- Finaliste des Jeux olympiques d'été de 1936